# Roman Ludva
Roman Ludva (* 10. července 1966 Ústí nad Orlicí) je český prozaik, scenárista a fejetonista.

## Život
Ve čtyřech letech se s rodiči přestěhoval do Olomouce, kde se svou rodinou žije dodnes. V roce 1985 maturoval na Střední průmyslové škole strojnické Olomouc. Poté pokračoval ve studiu na Fakultě strojní VUT v Brně, ze které však po roce odešel a začal se živit manuální prací. Pracoval mimo jiné i jako dělník či konstruktér, dramaturg v Divadle hudby v Olomouci, redaktor nakladatelství Votobia (1995–1997), v redakci Českého rozhlasu (1998–1999). Od roku 2005 pracuje jako lektor v Arcidiecézním muzeu Olomouc.
Pravidelně přispíval do literárních příloh deníků Právo, Mladá fronta DNES, Hospodářské noviny, Reflex, Literární noviny a Listy, a to především svými fejetony (cca 150). Ludva je také tvůrcem několika scénářů. Nejúspěšnější je televizní pohádka Království potoků z roku 2005, která získala Cenu dětské poroty na Festivalu Oty Hofmana v Ostrově nad Ohří.

## Dílo

### Romány
- Smrt a křeslo (Votobia, 1996) – básnicky laděný román o lidských osudech se zřetelnou čepovskou inspirací. Napůl snový příběh knihovníka, který se dopátrává historie starodávného křesla, stojícího v knihovně a souvisejícího s dávnou vraždou. Kromě tohoto poměrně jednoduchého tématu jsou tu ještě vedlejší dějové linie – vzpomínky na hrdinovo dětství, na zřejmě nepříliš vydařené manželství a milostné vztahy.
- Žena sedmi klíčů (Petrov, 1997; slovinsky 1999) – detektivně laděný příběh odehrávající se ve Francii (v rodině bohatého filmového producenta) a pojatý mj. jako hold dílu Alfreda Hitchcocka.
- Jezdci pod slunečníkem (Host, 1999; maďarsky 2004) – postmoderní románový thriller, který popisuje pátrání trojice vyšetřovatelů po nájemném vrahovi a osobní příběh vraha.
- Stěna srdce (Host, 2001; maďarsky 2008) – psychologický román o cestě za tajemstvím starého obrazu a tvůrčím hledání současného umělce. Děj se odehrává v Itálii a Čechách druhé poloviny 20. století.
- Poslední ohňostroj (Host, 2004) – existenciálně laděný román ze současnosti o rozpadajícím se přátelství. Román odhaluje povahy čtyř mužů, herce, právníka, matematika a lesníka, které spojuje dávné přátelství, jež se na sklonku středního věku díky různým banálním událostem rozpadá.

### Povídky
- Povídkou Cukrový vrch je zastoupen v antologii Vertikální nostalgie (Votobia, 2002) a také v antologii Česká povídka vydané v Chorvatsku (2005).
- Povídkou Hurikánová abeceda je zastoupen v antologii Příběhy lásky v české literatuře od počátku k dnešku (Host, 2000).
- Povídkou Dantova ruka je zastoupen v antologii Neviditelné příběhy (Listen, 2007).
- Falzum (Host, 2012) – cyklus povídek obsahuje pět přibližně osmdesátistránkových příběhů, v nichž jsou vyšetřovány vraždy, které nějakým způsobem souvisí s cennými uměleckými předměty a jejich falzifikáty. Gotické zvonění, Falzum, Labutí šíje, Vélazquezovy dívky a Dantova ruka jsou příběhy s vlastní zápletkou a rozuzlením, které však spojují postavy dvou vyšetřovatelů – Josefa Rambouska a Kryštofa Fridricha. Josef je intelektuál z Prahy s bohatými zkušenostmi a slabostí pro sladké, Kryštof zase venkovan z Beskyd, který je schopen řešit případy prostřednictvím své posedlosti vlaky a jízdními řády. Tito odlišní hrdinové se postupně sžívají a úspěšně odhalují pachatele záhadných vražd. Příběhy jsou zasazeny do prostředí výtvarného umění a obchodu s ním. Autor čtenáře seznamuje s kavárnami, galeriemi, uměleckými ateliéry, katedrami výtvarného umění či aukčními síněmi, ve kterých se pohybují nejrůznější intelektuálové, umělci, restaurátoři, kunsthistorici, ředitelé galerií, starožitníci a další milovníci či sběratelé umění. Zločiny se odehrávají v městském i venkovském prostředí, zejména v Praze a okolí Olomouce, často se však setkáme také s odkazy na Itálii, Rakousko, Nizozemí či Španělsko. S nadsázkou popsané umělecké prostředí podněcuje čtenáře k zamyšlení nad padělatelstvím, hranicemi umění a jeho hodnotou.

### Drama
- Lásko! (Větrné mlýny, 2009) – drama popisuje různé podoby lásky – láska mezi milenci, mezi manžely, mezi rodiči a dětmi, mezi přáteli. Hra Lásko! tyto různé podoby řadí vedle sebe, avšak ne pro porovnání, ale pro zmnožení.

### Scénáře
- Vélazquezovy dívky (1999) – nerealizovaný scénář k celovečernímu filmu.
- Cukrový vrch (2002) – nerealizovaný scénář vznikl pro televizní studio Ostrava podle stejnojmenné autorovy povídky.
- Čára (2003) – nerealizovaný scénář k celovečernímu filmu.
- Království potoků (2005) – scénář pro ČT Ostrava, režie Pavel Jandourek.
- Břišní tanec (2005) – nerealizovaný scénář k celovečernímu filmu.
- Dantova ruka (2008) – nerealizovaný scénář pro ČT Praha.
- Slunečnice (2010) – nerealizovaný scénář pro ČT Ostrava.
- Modrý bar (1999) – nerealizovaná rozhlasová hra.
- Rybník (2017) - rozhlasová hra (ČR Vltava)

### Libreto
- Krvavá pavlač, roky a hodiny posledních Přemyslovců aneb Sedmisté výročí jedné z nejslavnějších vražd v českých dějinách (2005) – libreto k temné duchařské opeře hudebního skladatele Tomáše Hanzlíka (premiéra 4. 8. 2006 v Arcidiecézním muzeu Olomouc).